# You Don’t Fool Me
A You Don’t Fool Me a kilencedik dal a brit Queen rockegyüttes 1995-ös Made in Heaven albumáról. Bár szerzőnek a Queent jelölték, a nyilatkozatokból kiderült, hogy Freddie Mercury énekes és Roger Taylor dobos írta. Az Innuendo album felvételeinek elkészültével, 1991 nyarán dolgoztak rajta, de nem tudták befejezni, csak Mercury halála után véglegesítették. Az 1993-as felvételek során David Richards producer kitalált egy hátteret a dalhoz, amelyet bemutatott az együttesnek, majd a helyeslésük után összeillesztette a még Mercury életében felvett anyagot az új felvételekkel.
Az együttes hangzásától eltérően szokatlanul dance stílusa volt, bár karakteres gitárkíséretet, és hosszú gitárszólót kapott.  Megjelenése idején Mercury személyét már a legtöbben az AIDS elleni küzdelemmel azonosították, és sok Queen-dalt, így a „You Don’t Fool Me”-t is ennek tükrében értelmeztek, mintha az a betegség elleni küzdelemről, Mercury állapotáról szólt volna. Ennek ellentmond, hogy ennek a dalnak sem ő volt az egyedüli szerzője.
1996. november 18-án kislemezen is megjelent, a tizennyolcadik helyet érte el a brit slágerlistán. Úgy vélték, hogy dance stílusa miatt sikert arathat remixként, ezért több mint tíz remixváltozat készült hozzá, de egyik sem lett különösebben sikeres. A Q szerint „vitathatatlanul az album egyetlen olyan dala, amelynek nincs további értelmezési lehetősége – erős soul/disco ritmus, megkapó dallammal.” A Brit Filmintézet készített hozzá videóklipet, ahogyan az album összes dalához is. A rendezője Mark Szaszy volt, a klipben nem szerepeltek az együttes tagjai. Ahogy a Made in Heaven összes dalához készített kisfilm, úgy ez is felkerült az 1996-os Made in Heaven: The Films kiadványra.

## Remixek
|     | Cím                                 | Szerző(k)                 | Hossz |
| --- | ----------------------------------- | ------------------------- | ----- |
| 1.  | Edit 1                              |                           | 3:53  |
| 2.  | Edit 2                              |                           | 4:42  |
| 3.  | Sexy Club Mix                       | Jam & Spoon               | 10:18 |
| 4.  | Dancing Divaz Rhythm Mix            | Dancing Divaz             | 5:28  |
| 5.  | Dancing Divaz Club Mix              | Dancing Divaz             | 7:06  |
| 6.  | Dancing Divaz Instrumental Club Mix | Dancing Divaz             | 7:06  |
| 7.  | BS Project Remix                    | M Marcolin and Bob Salton | 5:46  |
| 8.  | BS Project Remix edit               | M Marcolin and Bob Salton | 3:15  |
| 9.  | Dub Dance Single Mix                | David Richards            | 5:25  |
| 10. | Freddy's Club Mix                   | Freddy Bastone            | 7:02  |
| 11. | Freddie's Revenge Dub               | Freddy Bastone            | 5:53  |
| 12. | Queen For A Day mix                 | Freddy Bastone            | 6:33  |
| 13. | Queen Forever Megamix               | Freddy Bastone            | 5:53  |
| 14. | The Late Mix                        | David Richards            | 10:34 |

## Kiadás és helyezések
| CD kislemez (CDQUEEN 25) / 12" kislemez (12QUEEN 25, Anglia) 1. You Don't Fool Me (Dancing Divaz Club Mix) – 7:06 2. You Don't Fool Me (Late Mix) – 10:34 3. You Don't Fool Me (Sexy Club Mix) – 10:18 4. You Don't Fool Me (Album Version) – 5:24 CD kislemez (HR 66003 0, Amerika) 1. You Don't Fool Me (Freddy's Club Mix) – 7:02 2. You Don't Fool Me (Album Version) – 5:24 3. You Don't Fool Me (Freddy's Revenge Dub) – 5:53 4. You Don't Fool Me (Queen For A Day Mix) – 6:33 | \| Év \| Lista \| Helyezés \| \| ---- \| ----------------------- \| -------- \| \| 1996 \| Brit kislemezlista[6] \| 17 \| \| 1996 \| Ausztria Top 40[7] \| 23 \| \| 1996 \| Belgium Ultratop[7] \| 13 \| \| 1996 \| Francia slágerlista[8] \| 7 \| \| 1996 \| Német slágerlista[7] \| 26 \| \| 1996 \| Hollandia MegaCharts[7] \| 22 \| \| 1996 \| Ír slágerlista[9] \| 23 \| \| 1996 \| Svájci slágerlista[7] \| 27 \| \| 1996 \| Svéd slágerlista[7] \| 52 \| |          |
| Év | Lista | Helyezés |
| 1996 | Brit kislemezlista | 17       |
| 1996 | Ausztria Top 40 | 23       |
| 1996 | Belgium Ultratop | 13       |
| 1996 | Francia slágerlista | 7        |
| 1996 | Német slágerlista | 26       |
| 1996 | Hollandia MegaCharts | 22       |
| 1996 | Ír slágerlista | 23       |
| 1996 | Svájci slágerlista | 27       |
| 1996 | Svéd slágerlista | 52       |

## Külső hivatkozások
- Dalszöveg
- Videóklip. YouTube
- Slágerlistás helyezései. ukmix.org (angolul)